# Tua, Lund

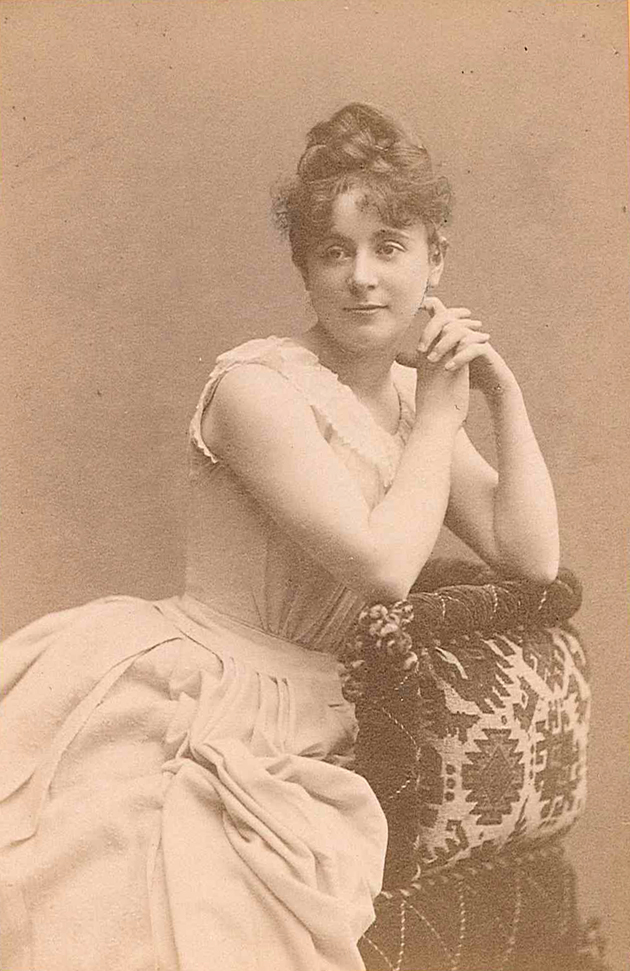
Teresina Tua fotograferad av Gösta Florman under en av sina Sverigeturnéer.

Tua är en del av studentkaféet i anslutning till restaurangen på Akademiska Föreningen (AF) i Lund.
5 oktober 1886 fick Lund besök av den italienska "violinängeln" Teresina Tua som gav en konsert i Stora salen. Konserten blev en succé och man namngav ett par rum i anslutning till kaféet (och där Tua under vistelsen bodde) efter henne. Det största rummet, också kallat "valvrummet", försågs efter ombyggnaden av AF 1909–1911 med väggmålningar av Harald Sjövall. Efter ombyggnaden 1951–1953 stod rummet kvar och restaurerades 1954. I mitten av 1960-talet behövde man utvidga Ateneums kök vilket medförde att målningarna till stora delar försvann. Under senare tid tjänstgjorde rummet som garderob. Målningarna är emellertid väldokumenterade och kunde återskapas av Petter Lönegård när AF-rummet återföddes efter renoveringen 1992. Idag sker ingen regelbunden kaféverksamhet på Tua.

## Tuakotteriet
På 1890-talet hade kretsen kring Bengt Lidforss (ibland kallad Tuabohemen eller Tuakotteriet) i skuggan av den radikala studentföreningen DUG (De unga gubbarna, formellt upplöst 1891), sitt stamställe i Tua-rummen. Medlemmar i denna gemenskap var bland andra Emil Kléen, Axel Danielsson, Axel Wallengren, Albert Sahlin, Paul Rosenius och under en period var även August Strindberg en gäst i gemenskapen, dock ofta på Åke Hans (en nu försvunnen krog/industrirestaurang på Bredgatan i Lund).

## Övrigt
"Tua" omnämns även i texten till Skånska nationernas madavisa av Hilding Neander: "Här e folk, som va me oppå Prinsens Café o som tömde sin toddy på Tua o som suddo på Statt, så de nästan ble natt, ingan di kommo him i sin stua."